# Indaan
Indaan is een organische verbinding uit de groep van bicyclische aromatische verbindingen. Het is een bestanddeel van steenkoolteer.

## Synthese
Indaan kan uit koolteer geïsoleerd worden. Het kan ook bereid worden door de katalystische hydrogenering van indeen.
Een andere mogelijke bereidingswijze is de reactie van tolueen met ethyleen volgens een reactiemechanisme met vrije radicalen, met cumeenhydroperoxide als initiator.

## Toepassingen
Uit indaan kunnen talrijke andere verbindingen worden bekomen, zoals 1-indanon, 2-indanon, 1,3-indaandion en derivaten daarvan. Vele indaanderivaten zijn biologisch actief en vinden toepassing in geneesmiddelen, antibiotica of pesticiden.
1,3-indaandion is bijvoorbeeld een uitgangsstof voor het rodenticide difacinon en voor ninhydrine. Het kan bekomen worden uit de oxidatie van indaan met behulp van tert-butylhydroperoxide tot 1-indanon en verder tot 1,3-indaandion, hoewel de opbrengst van deze reactie laag is: